# Eleitorado de Hesse
O Eleitorado de Hesse (em alemão:  Kurfürstentum Hessen) também conhecido como Hesse-Kassel ou Kurhessen, foi um estado germânico elevado em 1803 do Condado de Hesse-Cassel por Napoleão Bonaparte. Quando o Sacro Império Romano-Germânico foi abolido em 1806, o Guilherme I, Eleitor de Hesse escolheu permanecer como eleitor mesmo sem um imperador para ser eleito. Com os Tratados de Tilsit de 1807 a área foi anexada pelo Reino de Vestfália, porém o Congresso de Viena o restaurou em 1814, sob seu nome original.
Hesse consistia em vários territórios ao norte de Frankfurt e durou até 1866 com o nome de eleitorado dentro da Confederação Germânica, sendo depois anexada pelo Reino da Prússia após a Guerra Austro-Prussiana. Tinha um espaço total de 9,581 km2 e uma população de 745,063. em 1864.

## História
O Landgraviato de Hesse-Kassel originalmente teve origem em 1567 com a divisão do Landgraviato de Hesse entre os herdeiros de Filipe I de Hesse ("O Magnânimo") após sua morte. Seu filho mais velho, Guilherme IV, recebeu Hesse-Kassel, que compreendia a metade da área total do Landgraviato de Hesse, Incluindo a capital, Kassel. Os irmãos de Guilherme receberam Hesse-Marburg e Hesse-Rheinfels, mas com o passar do tempo suas dinastias acabaram ou morreram fazendo com que suas terras voltassem para Hesse-Kassel ou Hesse-Darmstadt.
O Reinado do Landegrave Guilherme I, Eleitor de Hesse foi importante para história de Hesse-Kassel. Com sua acensão ao trono em 1785, pegou uma parte da Primeira Coligação contra a Primeira República Francesa alguns anos depois, mas em 1795 a Paz de Basileia foi assinada. Em 1801 perdeu suas terras na margem ocidental do Rio Reno, mas em 1803 foi compensado com alguns territórios franceses ao redor, Mainz, e foi elevado a Principe-Eleitor Guilherme I, titulo mantido até mesmo depois com o fim do Sacro Império Romano
Em 1806, Guilherme I assinou um tratado de Neutralidade com Napoleão Bonaparte, mas depois da Batalha de Jena–Auerstedt, suspeitando de Guilherme I, ocupou seu país e o expulsou. Hesse-Kassel foi temporariamente incorporado ao Reino de Vestfália sob o comando de Jerónimo Bonaparte.
Após a Batalha de Leipzig em 1813, os franceses foram expulsos de Hesse-Kassel, e em 21 de novembro, o eleitor voltou em triunfo à sua capital, Kassel. Um tratado concluído por ele com a Coalizão (2 de dezembro) estipulava que ele deveria receber de volta todos os seus antigos territórios, ou seu equivalente, e ao mesmo tempo restaurar a antiga constituição de seu país. Este tratado, no que diz respeito aos territórios, foi implementado pelas Grandes Potências no Congresso de Viena. Eles recusaram, no entanto, o pedido do Eleitor para ser reconhecido como "Rei dos Catos" ("König der Katten"). No Congresso de Aix-la-Chapelle (1818), ele foi listado com o grão-duque como uma "Alteza Real". Guilherme I escolheu manter o título agora vazio de príncipe-eleitor, com o predicado de "Alteza Real". 
Guilherme I marcaria sua restauração abolindo com uma pincelada todas as reformas introduzidas sob o regime francês, repudiando a dívida da Vestfália e declarando nula e sem efeito a venda dos domínios da coroa. Tudo voltou à sua condição em 1º de novembro de 1806; até mesmo os oficiais tiveram que descer ao seu posto anterior e o exército para voltar aos uniformes antigos e às tranças empoeiradas. 
Guilherme I, Eleitor de Hesse morreu em 27 de fevereiro de 1821 e foi sucedido por seu filho Guilherme II, Eleitor de Hesse. Com ele, a crise constitucional em Kassel chegou ao auge. Ele era arbitrário e avaro, como seu pai, e além disso, chocou o sentimento do público com sua esposa, uma princesa prussiana popular e suas relações com sua amante, uma Emilie Ortlöpp, a quem criou a condessa de Reichenbach-Lessonitz carregada de riqueza.
A Revolução de Julho em Paris deu o sinal para distúrbios; Guilherme II foi forçado a convocar o parlamento e, em 6 de janeiro de 1831, foi assinada uma constituição na base liberal comum. O eleitor se retirou para Hanau, nomeou seu filho Frederico Guilherme, Eleitor de Hesse como regente, e não tomou mais parte nos assuntos públicos.
Em 1866, chegou o fim. O Eleitor Frederico Guilherme (já eleitor com a morte de seu pai), cheio de queixas contra a Prússia, apostou na Áustria durante a Guerra Austro-Prussiana; o eleitorado foi imediatamente invadido por tropas prussianas; Kassel foi ocupado (20 de junho); e o Eleitor foi levado como prisioneiro para Stettin. Com a Paz de Praga, Hesse-Kassel foi anexado à Prússia. O eleitor Frederico Guilherme (falecido em 1875) fora, nos termos do tratado de cessão, garantido a propriedade da sua casa. Este foi, no entanto, sequestrado em 1868 devido a suas intrigas contra a Prússia; parte da renda foi paga, no entanto, para o mais velho filho, o landgrave Frederico (m. 1884), e parte, juntamente com certos castelos e palácios, foram desapropriados.